# Massachusetts Route 2
Die Massachusetts Route 2 ist eine in Ost-West-Richtung verlaufende State Route im Bundesstaat Massachusetts der Vereinigten Staaten. 

## Geographie
Die Massachusetts Route 2 führt von North Adams im Westen nach Boston beinahe über das gesamte Gebiet des Bundesstaates in der Ost-West-Richtung. 
Die Route 2 ist auf weiten Abschnitten identisch mit dem Mohawk Trail, einem ehemaligen Pfad der Mohawk-Indianer.